# Lapovo
Lapovo (en serbe cyrillique : Лапово) est une ville et une municipalité de Serbie situées dans le district de Šumadija. Au recensement de 2011, la ville comptait 7 044 habitants et la municipalité dont elle est le centre 7 707.

## Géographie

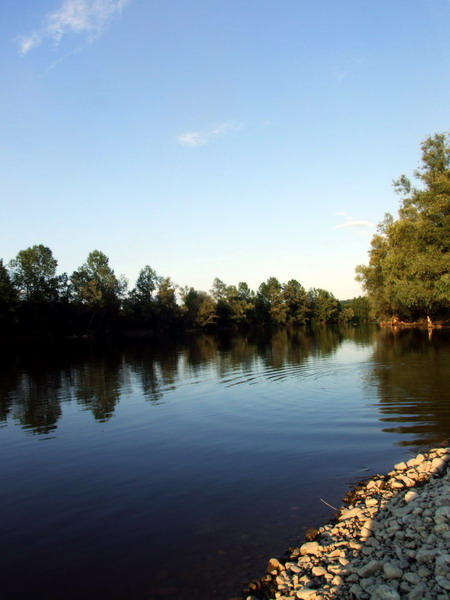
La Velika Morava près de Lapovo

## Localités de la municipalité de Lapovo
La municipalité compte 2 localités : Lapovo et Lapovo (selo). Lapovo est officiellement classée parmi les « localités urbaines » (en serbe : градско насеље et gradsko naselje) et Lapovo (selo) est considéré comme un « village » (село/selo).

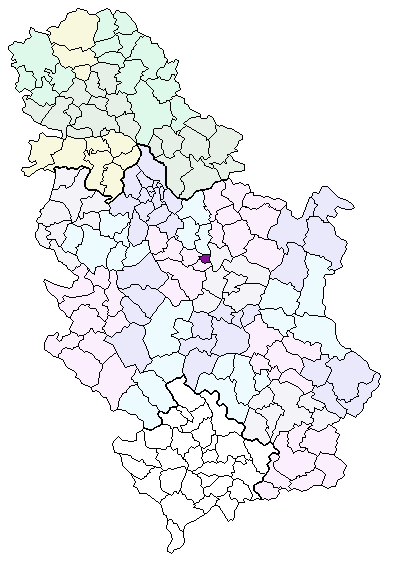
Localisation de la municipalité de Lapovo en Serbie

## Démographie

### Ville

#### Évolution de la population dans la ville
| 1948  | 1953  | 1961  | 1971  | 1981  | 1991  | 2002  | 2011  |
| ----- | ----- | ----- | ----- | ----- | ----- | ----- | ----- |
| 7 169 | 7 569 | 8 112 | 8 307 | 8 837 | 8 655 | 7 422 | 7 044 |

## Politique

### Élections locales de 2004
À la suite des élections locales serbes de 2004, les 29 sièges de l'assemblée municipale de Lapovo se répartissaient de la manière suivante :
| Parti                                      | Sièges |
| ------------------------------------------ | ------ |
| Mouvement serbe du renouveau               | 6      |
| Parti radical serbe                        | 6      |
| Parti démocratique                         | 5      |
| Liste « Pour Lapovo »                      | 3      |
| Parti démocratique de Serbie               | 3      |
| Parti socialiste de Serbie                 | 3      |
| Mouvement Force de la Serbie               | 2      |
| Libéraux de Serbie - Mouvement pour Lapovo | 1      |

Dragan Zlatković, membre du Mouvement serbe du renouveau (SPO), a été élu président (maire) de la municipalité.